# ليو يي (عسكري)
ليو يي (بالصينية: 刘毅) هو عسكري صيني، ولد في 1955 في شاندونغ في الصين.